# ر. جاي بي. نايت
ر. جاي بي. نايت (بالإنجليزية: R. J. B. Knight)‏ هو مؤرخ عسكري ومؤلف ومؤرخ بريطاني، ولد في 11 أبريل 1944.